# 藤井勉三

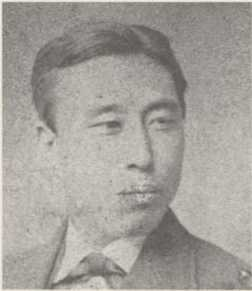

藤井 勉三（ふじい べんぞう、1840年（天保11年1月） - 1880年（明治13年）9月）は、幕末の長州藩士、明治期の内務官僚。広島県令。

## 経歴
長州藩士の家に生まれる。明治4年（1871年）藩費でヨーロッパに留学した。
明治政府に出仕し、明治5年4月2日（1872年5月8日）敦賀県参事に就任し、1873年1月19日、同県権令に昇進。明治5年11月、敦賀港の重要性から敦賀県と足羽県を統合して敦賀に県庁を置くことを大蔵省に提言し、翌年1月に両県が統合された。
1875年1月25日、広島県権令に転じ、同年6月5日から1876年1月24日まで五等判事を兼任。同年2月23日、県令に昇進。初の広島県会を招集し、地方財政の組織化などに尽力。また、県内の巡視を積極的に実施した。病のため、1880年4月6日に依願免本官となり退官した。